# Kükels
Kükels település Németországban, Schleswig-Holstein tartományban. Lakosainak száma 449 fő (2023. december 31.).

## Népesség
A település népességének változása:
| Lakosok száma | 361  | 441  | 439  | 430  | 445  | 459  | 449  |
|               | 1975 | 2014 | 2017 | 2019 | 2021 | 2022 | 2023 |